# The Anthology (Chuck Berry)
The Anthology è una raccolta di canzoni di Chuck Berry, pubblicata nel 2000 dalla Geffen Records.

## Tracce

### Disco 1
1. Maybellene – 2:19
2. Wee Wee Hours – 3:02
3. Thirty Days – 2:22
4. You Can't Catch Me – 2:42
5. Downbound Train – 2:48
6. No Money Down – 2:56
7. Brown-eyed Handsome Man – 2:15
8. Roll Over Beethoven – 2:22
9. Too Much Monkey Business – 2:54
10. Havana Moon – 3:06
11. School Day (Ring Ring Goes the Bell) – 2:40
12. Rock and Roll Music – 2:30
13. Oh Baby Doll – 2:36
14. Sweet Little Sixteen (Original Demo Version) – 3:00
15. Guitar Boogie – 2:18
16. Reelin' & Rockin' – 3:14
17. Johnny B. Goode – 2:39
18. Around and Around – 2:38
19. Beautiful Delilah – 2:08
20. House of Blue Lights – 2:26
21. Carol – 2:47
22. Jo Jo Gun – 2:44
23. Memphis, Tennessee – 2:12
24. Sweet Little Rock & Roller – 2:21
25. Little Queenie – 2:41
26. Almost Grown – 2:21

### Disco 2
1. Back in the U.S.A. – 2:26
2. Do You Love Me (Alternate Take) – 2:21
3. Betty Jean – 2:25
4. Childhood Sweetheart – 2:42
5. Let It Rock – 1:46
6. Too Pooped to Pop – 2:34
7. I Got to Find My Baby – 2:14
8. Don't You Lie to Me – 2:02
9. Bye Bye Johnny – 2:04
10. Jaguar and Thunderbird – 1:49
11. Down the Road Apiece – 2:13
12. Confessin' the Blues – 2:07
13. I'm Talking About You – 1:48
14. Come On – 1:48
15. Nadine (Is It You?) – 2:33
16. You Never Can Tell – 2:41
17. Promised Land – 2:22
18. No Particular Place to Go – 2:41
19. Dear Dad – 1:49
20. I Want to Be Your Driver – 2:14
21. Tulane – 2:36
22. My Ding-a-Ling (Live) – 4:16
23. Reelin' and Rockin' (Live) – 7:01
24. Bio – 4:24

## Gold
Nel 2005, The Anthology è stato ripubblicato, sempre dalla Geffen Records, con gli identici brani in scaletta ma riconfezionato e reintitolato Chuck Berry: Gold.